# Organic design
Das Organic Design oder im Deutschen auch organische Design ist eine designgeschichtliche Epoche im Zeitraum von 1930 bis 1960. Das Organic Design orientiert sich an der Formensprache der Natur und zeichnet sich stilistisch durch eine prägnant geschwungene, dynamische Formensprache aus.

## Stilistischen Merkmale des Organic Design
Das Organic Design orientiert sich in seinen Stilelementen hauptsächlich an der Natur. Sehr charakteristisch ist die dominierend geschwungene Linie im Organic Design. Diese ist meist frei geschwungen. Des Weiteren werden vermehrt ovale, stromlinienförmige, elliptische und freigeschwungene, skulpturähnliche Formen verwendet. Die Ecken von Produkten des Organic Designs werden zudem häufig abgerundet.
Beim Organic Design gehen die einzelnen Funktionsteile der Produkte wie beispielsweise die Armlehnen, die Rückenlehne oder die einzelnen Sitzteile häufig fließend ineinander über und erzeugen so eine skulpturale, einheitliche Form.
Dies führt zu einer dynamischen, plastischen und bewegten Formensprache.
Die Farben sind meist gedeckt und orientieren sich ebenfalls an der Natur. Häufig treten Erdtöne, Naturholztöne und Pastellfarben auf.

## Materialien und Technologien
Durch den technologischen Fortschritt der 1930er bis 1960er Jahre wurde das organic Design erst realisierbar. Hauptsächlich verwendet wurden:
- Sperrholz, Schichtholz oder Holzfurniere, welche frei formbar sind
- Kunststoffe, welche durch Glasfasern verstärkt wurden. Diese sind weitestgehend auch als Fiberglas bekannt. Dieser wird vermehrt für diverse freie Formen verwendet. Häufig für Sitzschalen von Sitzmöbeln
- Aluminium und Stahlrohr. Diese sind gut formbar und werden häufig für Drehfüße von Sitzmöbeln verwendet.[4]

## Wichtige Vertreter
Prägend für die designgeschichtliche Epoche des Organic Designs war das Ehepaar Ray und Charles Eames. Diese entwickelten erstmalig gebogene, dreidimensional gewölbte Möbelstücke aus Sperrholz und Holzfurnieren. Mit dieser revolutionären Idee gewannen sie 1940 den Wettbewerb „Organic design in Home Furnishings“ des Museum of Modern Art (MoMA) in New York.
Gemeinsam mit Ray und Charles Eames gewann Eero Saarinen, ein weiterer Vertreter des Organic Designs, diesen Preis des Museum of Modern Art.
Als Urvater des Organic Designs gilt der finnische Designer und Architekt Alvar Alto. Dieser experimentierte bereits in den 1920er Jahren mit biegbarem Schichtholz. Diese Technik der Holzverarbeitung wurde bis zu diesem Zeitpunkt lediglich in der Herstellung von Skiern verwendet. Altos Formensprache war geprägt durch wellenförmige, weiche und organische Linien. Im Design seiner Möbel verwendete Alvar Alto fast ausschließlich organische Materialien wie etwa Textil oder Holz. Maßgeblich waren Altos Designs durch das Zusammenspiel von Natur und Funktionalität geprägt.

## Charakteristisch Möbel
Charakteristische Möbelstücke des Organic Designs sind:
- Lounge Chair (Ray und Charles Eames)
- Ei (Sessel) Arne Jacobsen
- Nierentisch
- Schwan-Sessel
- Paimio Chair